# Diagrammes d'Orgel
Les diagrammes d'Orgel sont des diagrammes de corrélation qualitatifs qui représentent les énergies relatives de termes spectroscopiques dans des complexes de métaux de transition à haut spin. C'est un outil complémentaire aux diagrammes de Tanabe-Sugano.

## Présentation générale
Ils tiennent leur nom de leur créateur, Leslie Orgel, qui les a décrits en 1952 avant de finaliser la théorie du champ de ligands. Les diagrammes d'Orgel sont qualitatifs, ils ne peuvent pas servir à calculer des énergies, pas même approximativement comme on peut le faire avec les diagrammes de Tanabe-Sugano. Par ailleurs, si l'énergie d'éclatement du champ de ligand Δ est plus grande que la répulsion électronique, alors le diagramme d'Orgel ne permet plus de déterminer la répartition des électrons ; c'est pourquoi les diagrammes d'Orgel sont restreints seulement au cas du champ faible (ou haut spin) et n'offrent pas d'information dans les cas de champ fort (bas spin). Autrement dit, les diagrammes d'Orgel ne montrent que les états de symétrie de la plus grande multiplicité de spin au lieu de tous les termes possibles, ce que permet un diagramme de Tanabe-Sugano. Cependant les diagrammes d'Orgel peuvent montrer le nombre de transitions de spin autorisées, avec leurs étiquettes de symétrie associées. Dans un diagramme d'Orgel, le terme spectroscopique parent (P, D, ou F) en l'absence de champ de ligands est situé au centre du diagramme, et les termes dus à des configurations électroniques dans un champ de ligands de chaque côté. Il y a deux diagrammes d'Orgel, un pour les configurations d1, d4, d6, et d9 (représenté à gauche ci-dessous) et l'autre pour les configurations d2, d3, d7 et d8 (représenté à droite).
| Les diagrammes d'Orgel | Les diagrammes d'Orgel |
| ---------------------- | ---------------------- |
|                        |                        |

## Le diagramme D
La figure 1 montre le diagramme de type D. La ligne verticale au centre du diagramme représente la situation de l'ion isolé (lorsque Δo = 0) et sur cette ligne est indiquée l'énergie de son terme spectroscopique (D). A partir de l'ion isolé, lorsqu'un complexe se forme, la symétrie n'est plus sphérique et le terme spectroscopique est divisé en différents états électroniques, en fonction de la géométrie du complexe formé. Par exemple, dans un ion d1 tel que Ti3+, l'ion isolé possède un terme spectroscopique 2D. Lorsqu'un ion octaédrique est formé, ce terme se divise en deux niveaux étiquetés 2T2g et 2Eg, et la différence d'énergie entre ces deux niveaux augmente à mesure que l'intensité du champ de ligands augmente, se déplaçant davantage vers la droite dans le diagramme. La partie droite du diagramme permet ainsi de prédire que dans les complexes octaédriques Ti3+ une seule bande d'absorption est présente, correspondant à la transition de l'état 2T2g à l'état 2Eg. Notez que le diagramme d'Orgel n'indique ni la multiplicité de spin ni l'indication de symétrie « g » (par exemple, il indique T2 et non 2T2g), de sorte qu'il est également valable pour d'autres configurations dn et pour les complexes octaédriques et tétraédriques. Ainsi, le côté droit du diagramme D est valable à la fois pour les complexes octaédriques d1 et d6, ainsi que pour les complexes tétraédriques d4 et d9. De même, la partie gauche du diagramme D illustre la situation des complexes octaédriques d4 et d9 et des complexes tétraédriques d1 et d6. Le diagramme indique que dans le spectre d'absorption de tous ces complexes à champ faible, une seule bande d'absorption sera présente. Les correspondances décrites entre les complexes octaédriques et tétraédriques proviennent de raisons de symétrie et dérivent de la manière dont les termes électroniques se séparent en différents états électroniques, en fonction de la géométrie du complexe formé, comme indiqué dans le tableau 1. On peut voir que les termes de type D se séparent toujours en états de type E et T2, quel que soit le nombre d'électrons d et la géométrie octaédrique ou tétraédrique du complexe.
| Nombre d'électrons d | Terme spectroscopique de l'ion isolé | États électroniques dans le champ octaédrique | États électroniques dans le champ tétraédrique |
| -------------------- | ------------------------------------ | --------------------------------------------- | ---------------------------------------------- |
| 1                    | 2D                                   | 2T2g, 2Eg                                     | 2E, 2T2                                        |
| 2                    | 3F                                   | 3T1g, 3T2g, 3A2g                              | 3A2, 3T2, 3T1                                  |
| 3                    | 4F                                   | 4A2g, 4T2g, 4T1g                              | 4T1, 4T2, 4A2                                  |
| 4                    | 5D                                   | 5Eg, 5T2g                                     | 5T2, 5E                                        |
| 5                    | 6S                                   | 6A1g                                          | 6A1                                            |
| 6                    | 5D                                   | 5T2g, 5Eg                                     | 5E, 5T2                                        |
| 7                    | 4F                                   | 4T1g, 4T2g, 4A2g                              | 4A2, 4T2, 4T1                                  |
| 8                    | 3F                                   | 3A2g, 3T2g, 3T1g                              | 3T1, 3T2, 3A2                                  |
| 9                    | 2D                                   | 2Eg, 2T2g                                     | 2T2, 2E                                        |
| 10                   | 1S                                   | 1A1g                                          | 1A1                                            |

## Le diagramme F et P
La figure 2 montre le diagramme de type F et P. De même que dans le cas précédent, la ligne verticale au centre du diagramme représente l'ion isolé indiquant les valeurs énergétiques de ses termes spectroscopiques F et P. À partir de l'ion isolé, lorsqu'un complexe est formé, les termes spectroscopiques se divisent en différents états électroniques, en fonction de la géométrie du complexe formé, et la désignation de symétrie change. Le terme de type F se divise en états ayant une symétrie T1, T2 et A2, tandis que le terme de type P devient T1. Ainsi, le côté droit décrit la situation des complexes octaédriques d2 et d7, et des complexes tétraédriques d3 et d8. La partie gauche est valable pour les complexes octaédriques d3 et d8, et pour les complexes tétraédriques d2 et d7. Le diagramme indique que dans le spectre d'absorption de tous ces complexes à champ faible, il y aura trois bandes d'absorption. Enfin, on peut noter que les deux niveaux T1 ont la forme de deux courbes, tandis que toutes les autres lignes sont droites. Cela se produit parce que lorsque deux niveaux ont la même symétrie, ils interagissent l'un avec l'autre en essayant de s'éviter, avec pour résultat que le niveau supérieur a tendance à croître en énergie tandis que le niveau inférieur a tendance à diminuer.